# Compagni d'avventura
Compagni d'avventura (Big Red) è un film d'avventura per famiglie del 1962 prodotto dalla Walt Disney Pictures, basato su un romanzo del 1945 dello scrittore americano Jim Kjelgaard.

## Trama
Nel Québec della metà del XX secolo, Big Red è un esemplare di setter irlandese; il suo nuovo padrone Haggin vuol fare di lui un cane da esposizione. René, un ragazzo orfano pagato per badare ai cani, si guadagna l'affetto e il rispetto di Big Red. Quando il signor Haggin si rende conto che Big Red vede ora René come il suo vero padrone, li separa e proibisce a René di vedere ancora Red. René chiede allora a Émile, l'altro istruttore di cani, perché gli è stato fatto ciò. Émile gli spiega che se Red non obbedirà al suo padrone non vincerà l'esposizione, e che in tal caso Haggin lo venderà. Rene allora lo implora di vedere Red solo per un minuto, solo per dirgli addio, cosa che gli viene negata; aspetta allora il buio per salutarlo per sempre attraverso una finestra. Red cerca di uscire dalla casa e riesce infine a saltare da una finestra, ma così facendo i vetri lo feriscono. Il cane viene medicato, dopodiché Haggin dice a Émile di metterlo a dormire. Quando questi ritorna il cane non c'è più: René l'ha portato nella sua baracca nel folto della foresta. Il ragazzo si occupa di rimettere René in salute, quindi lo riporta al padrone, che si offre di restituirgli il suo lavoro, ma René rifiuta. Quando Haggin vede che a Red sono rimaste delle cicatrici e che quindi non potrà più diventare un cane da esposizione, pensa inizialmente di utilizzarlo per la riproduzione, ma poi cambia idea e decide di venderlo con la cagna Molly che aveva comprato perché si accoppiasse con lui. Tuttavia, i due cani fuggono dal treno che li stava trasportando. René, dopo aver appreso ciò, fa in modo di ritrovarli e successivamente incontra Molly che dà alla luce i cuccioli nella tana che si è preparata. Haggin va alla ricerca di René ma trova sulla sua strada un leone di montagna. Dopo essere stato salvato da René e dai cani, Haggin offre a René di tornare da lui, tenendo con sé i cani. René accetta e tutti tornano a casa.

## Genesi del film
Compagni d'avventura fu il terzo film Disney in pochi anni a basarsi sull'amicizia tra uomini e cani, dopo Geremia, cane e spia (1959) e Bobby il cucciolo di Edimburgo (1961). Fu anche il primo lungometraggio realizzato da Norman Tokar per gli studi Disney, a cui ne sarebbe seguita una decina negli anni Sessanta e Settanta. Lou Pelletier ricorda che l'adattamento della sceneggiatura fu reso più facile dal fatto che egli possedeva un setter irlandese.

## Produzione
La maggioranza delle scene in esterni fu girata nel Québec presso la città di La Malbaie, che giace sulle sponde del fiume San Lorenzo. Il secondo aiuto regista Tom Leetch sosteneva che questo tipo di produzione sul posto divenne poi troppo costosa per essere continuata negli anni Ottanta. Molte location erano accessibili solo per ferrovia, cosa che costrinse la produzione a noleggiare tre vagoni per spostare il materiale per le riprese. Alcune scene furono girate al Big Bear Lake in California.
Le scene in interni furono girate negli studi Disney a Burbank in California tranne quelle ambientate nel mulino e nella capanna di legno, girate in Canada. Il vecchio mulino nel quale Red si trova temporaneamente prigioniero era un vero mulino trovato in stato d'abbandono.
Le scene col setter irlandese furono realizzate grazie all'addestramento di William Koehler con due cani, uno per le scene principali e l'altro come controfigura per il combattimento col puma. 

## Distribuzione
Il film uscì negli Stati Uniti per la Buena Vista Distribution il 6 giugno 1962.

## Accoglienza
Le critiche non furono molto entusiastiche nei confronti del film. Variety evocò uno "scarso impegno dello studio", il New York Times non gli avrebbe assegnato il "Nastro Azzurro". Per Robert Salmaggi dell'International New York Times, il film porta "la sua quantità di sentimentalismo e di lacrime, ma a dosi ristrette [...] lo spettatore soffrirà se già non prova affezione per il setter irlandese Rex".

## Analisi critica
Per Leonard Maltin, il copione di Compagni d'avventura è piuttosto difficile da leggere ma è adatto ad essere reso su pellicola. Il film deve molto al senso del realismo e alle scelte del regista Norman Tokar, che dà spessore ai personaggi in un affascinante palcoscenico naturale. Al confronto con le produzioni più tarde come I cacciatori del lago d'argento (1965), il film possiede una forte spontaneità, una dote naturale che gli dona il suo fascino. Il tema principale del film è il percorso di un uomo ossessionato dal materialismo verso qualcuno capace di amare. Anche il finale del film è molto semplice, senza fronzoli, con René e il signor Haggin che tornano semplicemente a casa.